# Tephrosia rhodantha
Tephrosia rhodantha är en ärtväxtart som beskrevs av Townshend Stith Brandegee. Tephrosia rhodantha ingår i släktet Tephrosia och familjen ärtväxter. Inga underarter finns listade i Catalogue of Life.